# Imai Hiszasi
Imai Hiszasi (今井 寿; Hepburn: Imai Hisashi; Fudzsioka, 1965. október 21.–) japán zenész, dalszerző, a Buck-Tick együttes gitárosa és fő dalszerzője 1983 óta. Továbbá közreműködött a Schaft együttesben (1991–1994, 2015), a Schweinben (2001), valamint a Lucy együttesben (2004) is.

## Pályafutása
Szülei ábécét üzemeltettek Fudzsiokában, három gyerek közül Hiszasi volt a legidősebb. Középiskolásként egy szusibárban dolgozott. 1983-ban ebben az ábécében alakította meg Hinan Go-Go néven a későbbi Buck-Tick együttest, bár még hangszert előtte nem fogott a kezében. Érettségi után Imai Tokióba költözött Arakival, az együttes akkori énekesével, és designiskolába járt.
1989-ben letartóztatták LSD birtoklása miatt.
2008-ban az együttes blogján bejelentette, hogy megnősült. Első gyermeke 2013 augusztusában született.

## Diszkográfia
Buck-Tick
Lucy
- Rockarollica (2004) Oricon-helyezés: #16[14]
- Lucy Show – Shout, Speed, Shake Your Rockarollica (2004) #35[15]
- Bullets -Shooting Super Star- (2006) #28[16]
- Rockarollica II (2006) #42[14]
- Lucy Show 002 Live at Unit (2006) #52[15]
- Lucy Show 002 Live at Studio Coast (2006) #46[15]

## Fordítás
- Ez a szócikk részben vagy egészben  a   Hisashi Imai című angol Wikipédia-szócikk fordításán alapul.  Az eredeti cikk szerkesztőit annak laptörténete sorolja fel. Ez a jelzés csupán a megfogalmazás eredetét és a szerzői jogokat jelzi, nem szolgál a cikkben szereplő információk forrásmegjelöléseként.